# Minimale dienstverlening
Minimale dienstverlening is de verplichting aan werknemers van bedrijven, voornamelijk overheidsbedrijven zoals het openbaar vervoer, om een minimale dienstverlening te garanderen tijdens een staking. Dit wordt dus gezien als een beperking op het stakingsrecht ten voordele van het algemeen belang.

## België
Wat betreft de publieke sector met betrekking tot de nationale veiligheid en de openbare orde heeft het leger en de rechterlijke macht een verplichting tot dienstverlening (ze hebben dus geen stakingsrecht). De brandweer, de civiele bescherming en het gevangeniswezen daartegen hebben een onvoorwaardelijk stakingsrecht. De politie heeft een voorwaardelijk stakingsrecht. Door het onvoorwaardelijk stakingsrecht van cipiers neemt de politie de gevangenisbewaking over wanneer de cipiers het werk neerleggen.
In het openbaar vervoer geldt sedert de wet van 29 november 2017 een onvoorwaardelijk stakingsrecht met minimale dienstverlening bij de spoorwegen. Bij de regeringsonderhandelingen in 2014 reeds bleek een aantal politieke partijen, zoals N-VA, Open Vld en MR, voorstander van het invoeren van een minimumdienstverlening bij voornamelijk het openbaar vervoer. De wet, die goedkeuring kreeg door een meerderheid van N-VA, CD&V, Open Vld en MR, tegen de zin van de vakbonden, werd op 29 juni 2018 voor de eerste maal toegepast. Een ultiem beroep van de vakbonden bij het Grondwettelijk Hof werd  op 14 mei 2020 verworpen.
Ziekenhuizen en tehuizen hebben een onvoorwaardelijk stakingsrecht met minimumdienstverlening. Wat betreft de andere diensten van de publieke sector (onderwijs, afvalophaling, ...) is er een onvoorwaardelijk stakingsrecht zonder minimumdienstverlening. 